# Европейский маршрут E45
Европейский маршрут Е45 — европейский автомобильный маршрут категории А, соединяющий города Каресуандо (Швеция) на севере и Джела (Италия) на юге. Длина маршрута — 4920 км.

## Города, через которые проходит маршрут
Маршрут Е45 проходит через 5 европейских стран, и включает две паромные переправы из Гётеборга, Швеция в Фредериксхавн, Дания и из Вилла-Сан-Джованни в Мессину, Италия.
- Швеция: Каресуандо — Порьюс — Арвидсъяур — Эстерсунд — Мура — Сефле — Омоль — Гётеборг — паром —
- Дания: Фредериксхавн — Ольборг — Раннерс — Орхус — Вайле — Кольдинг — Фрёслев —
- Германия: Фленсбург — Гамбург — Ганновер — Гёттинген — Кассель — Фульда — Вюрцбург — Нюрнберг — Мюнхен — Розенхайм —
- Австрия: Вёргль — Инсбрук — перевал Бреннер —
- Италия: Фортецца — Больцано — Тренто — Верона — Модена — Болонья — Чезена — Перуджа — Фьяно-Романо — Неаполь — Салерно — Сичиньяно-дельи-Альбурни — Козенца — Вилла-Сан-Джованни — паром — Мессина — Катания — Сиракузы — Джела

Е45 пересекается с маршрутами
| - E20 - E06 - E39 - E22 - E26 - E30 - E311 - E41 |  | - E43 - E50 - E51 - E56 - E53 - E52 - E54 - E533 |  | - E552 - E60 - E641 - E66 - E70 - E35 - E55 - E821 |  | - E842 - E841 - E847 - E846 - E90 - E932 - E931 |

## Фотографии

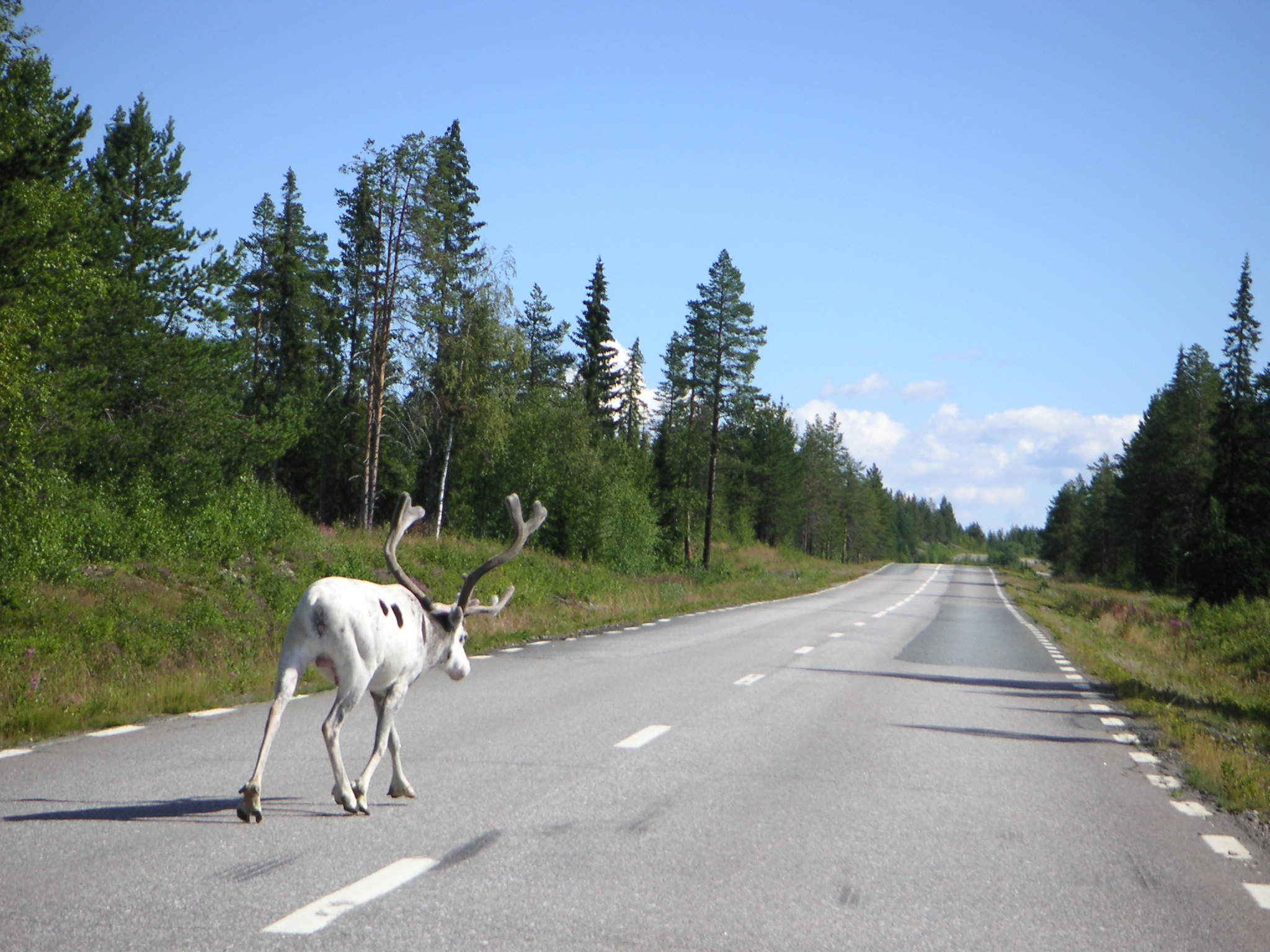
Е45 в Лапландии, Швеция
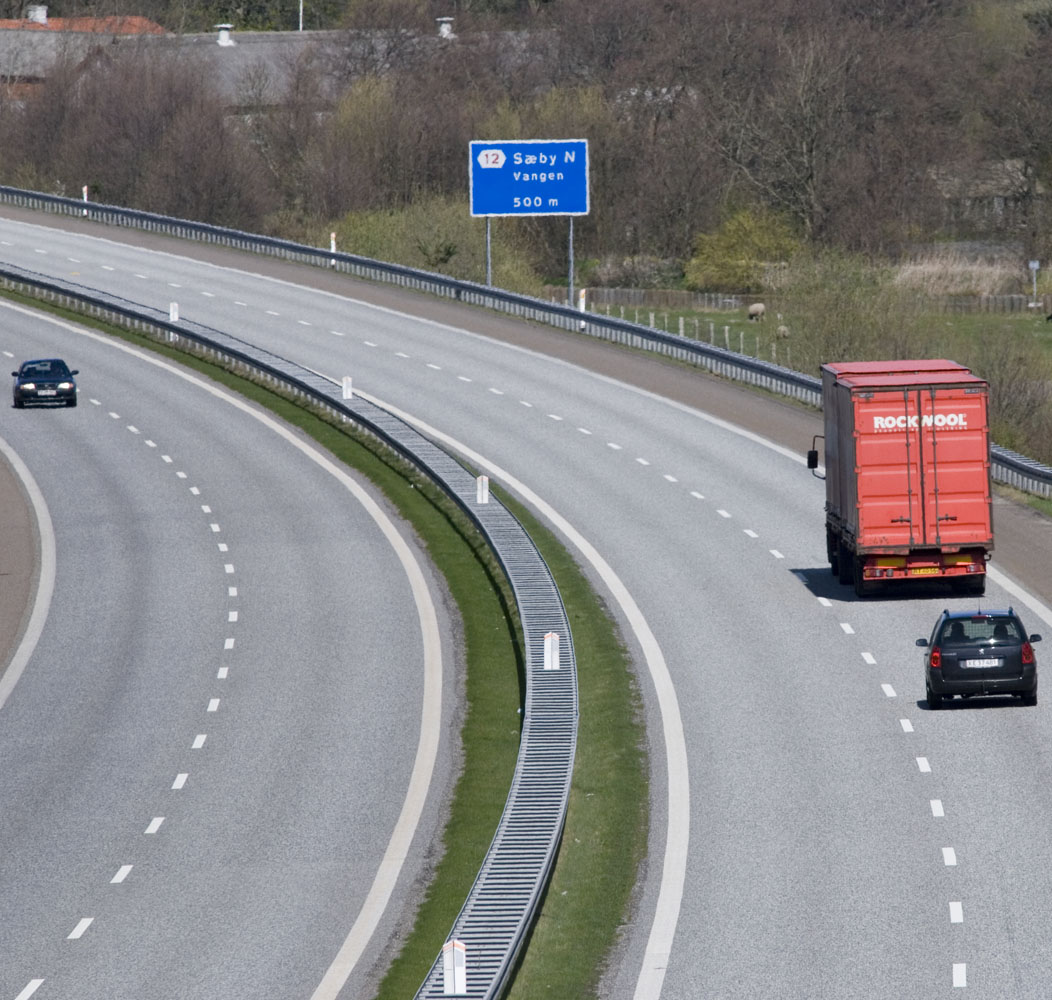
Е45 к югу от Фредериксхавна, Дания
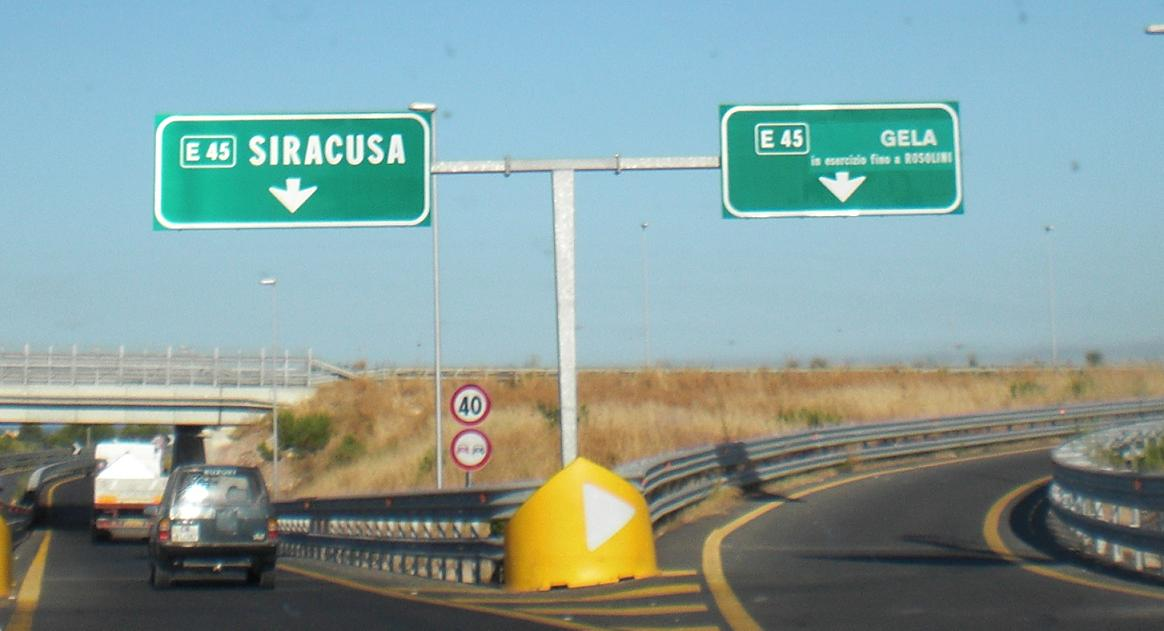
Е45 на Сицилии, Италия
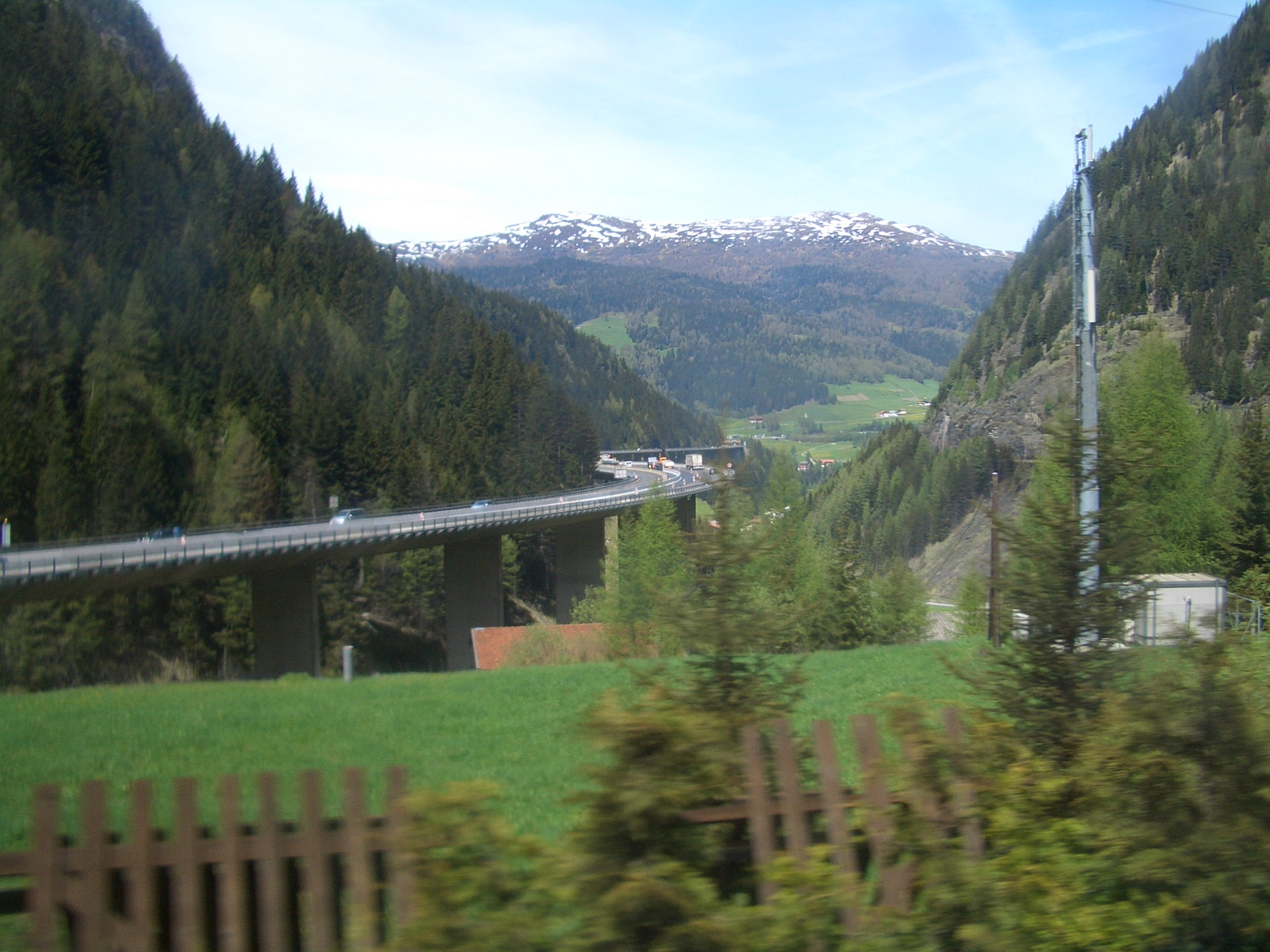
Е45 на перевале Бреннер, Италия
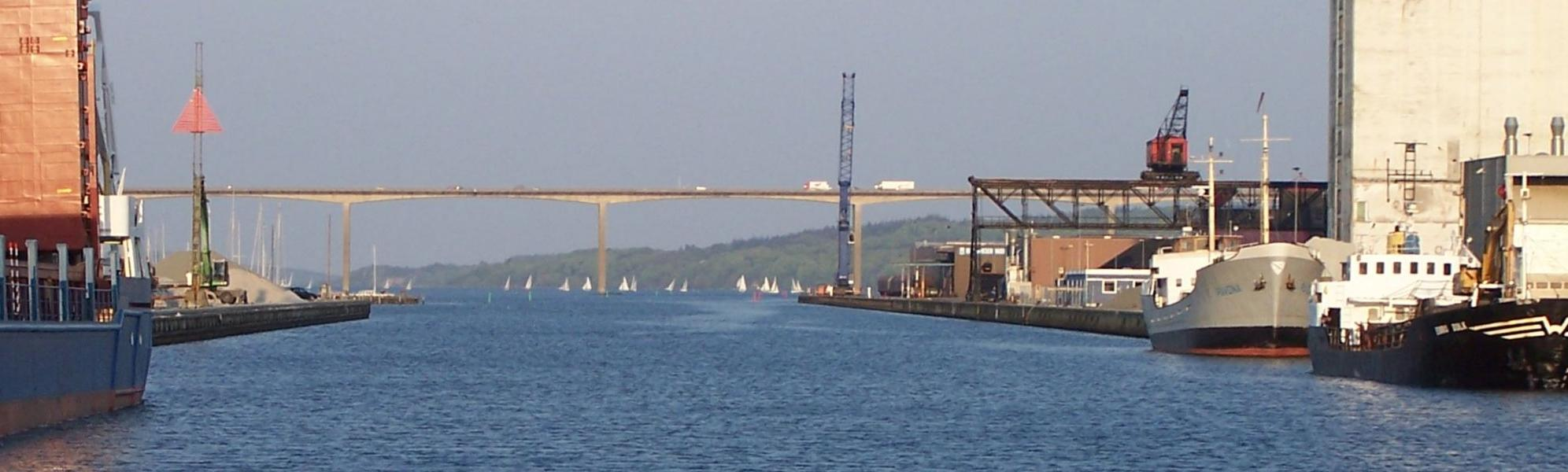
Мост через Вайле-фьорд
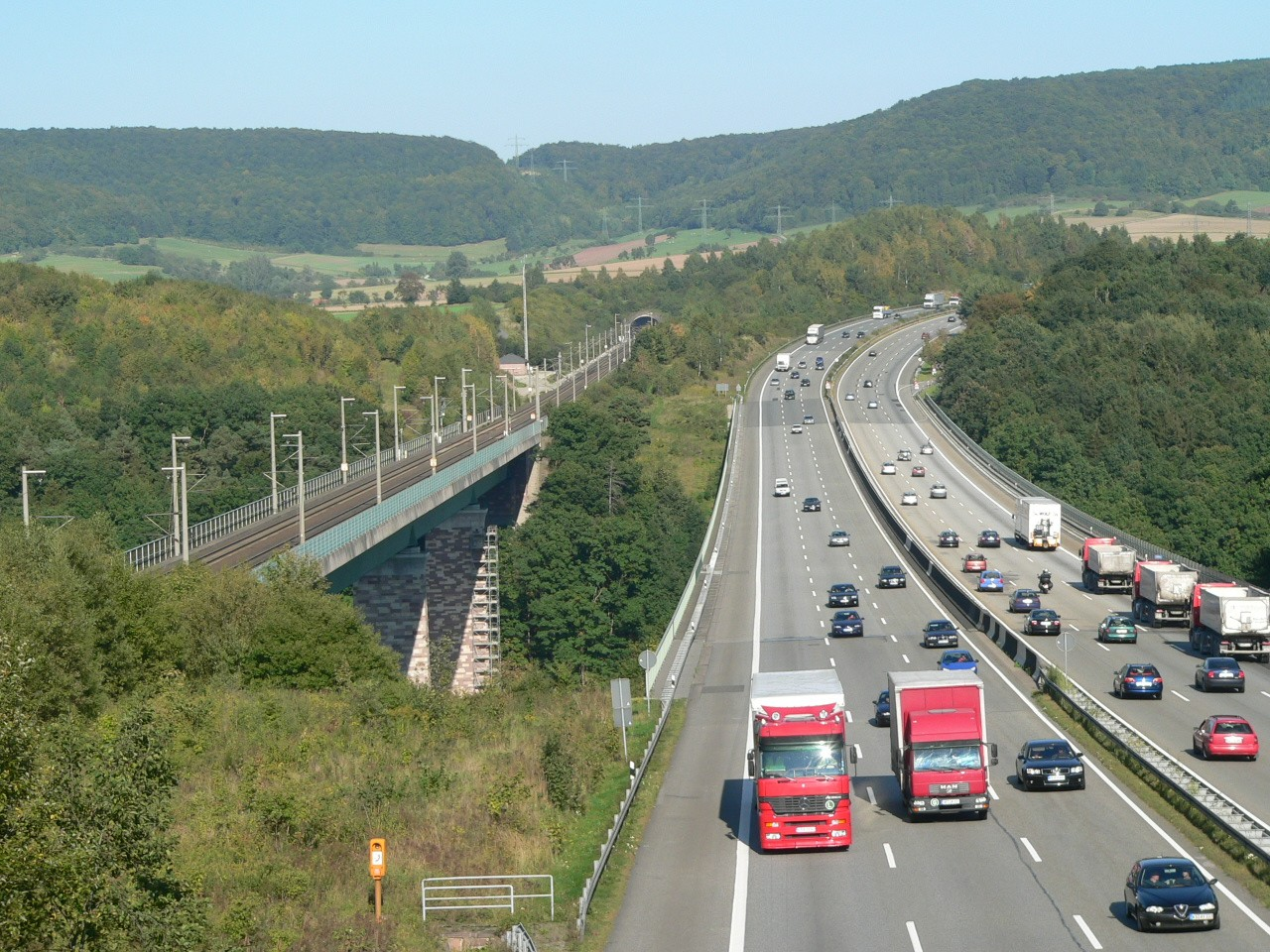
Е45 в Ганновер-Мюнден
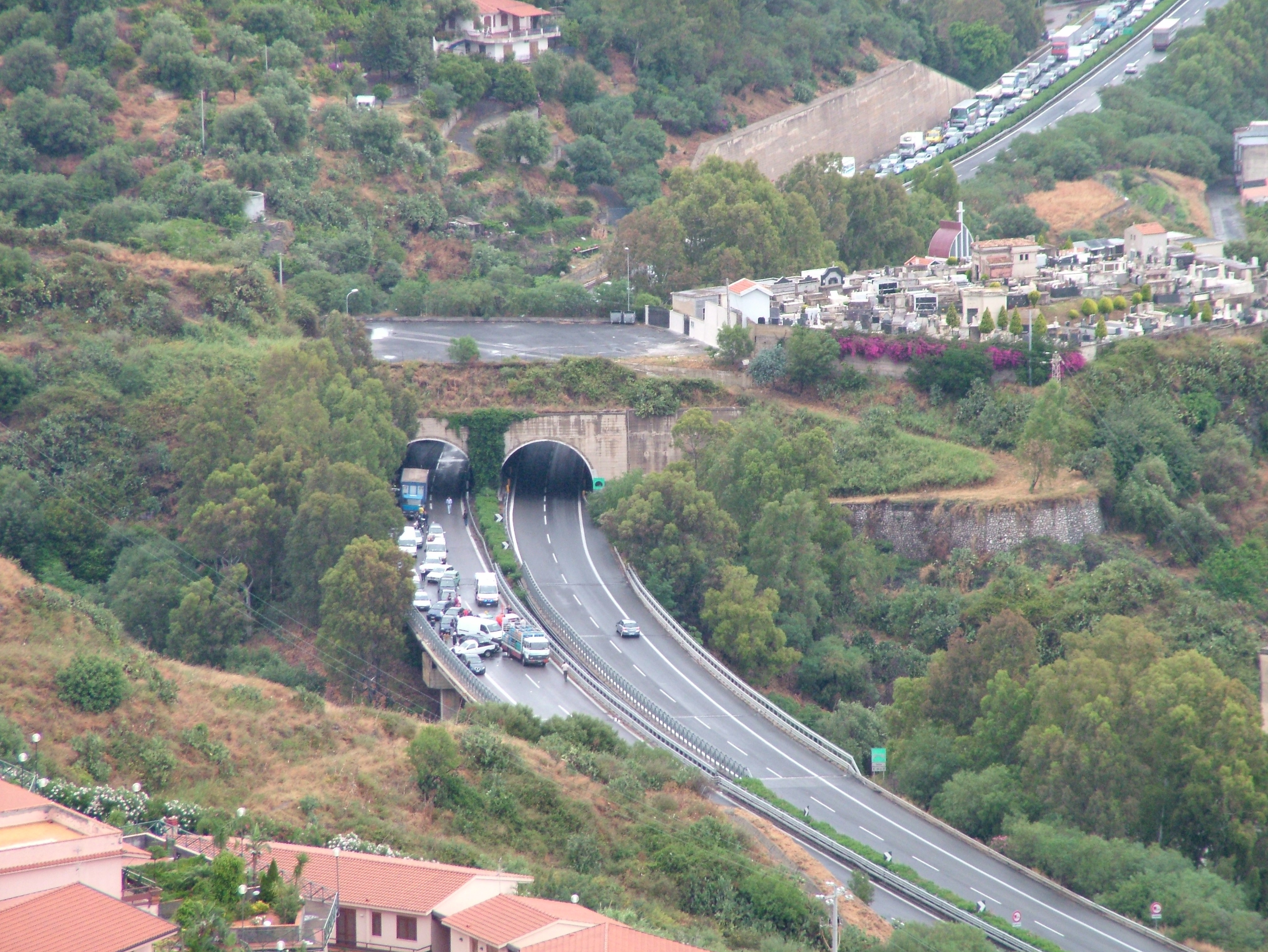
Е45 в Мессине
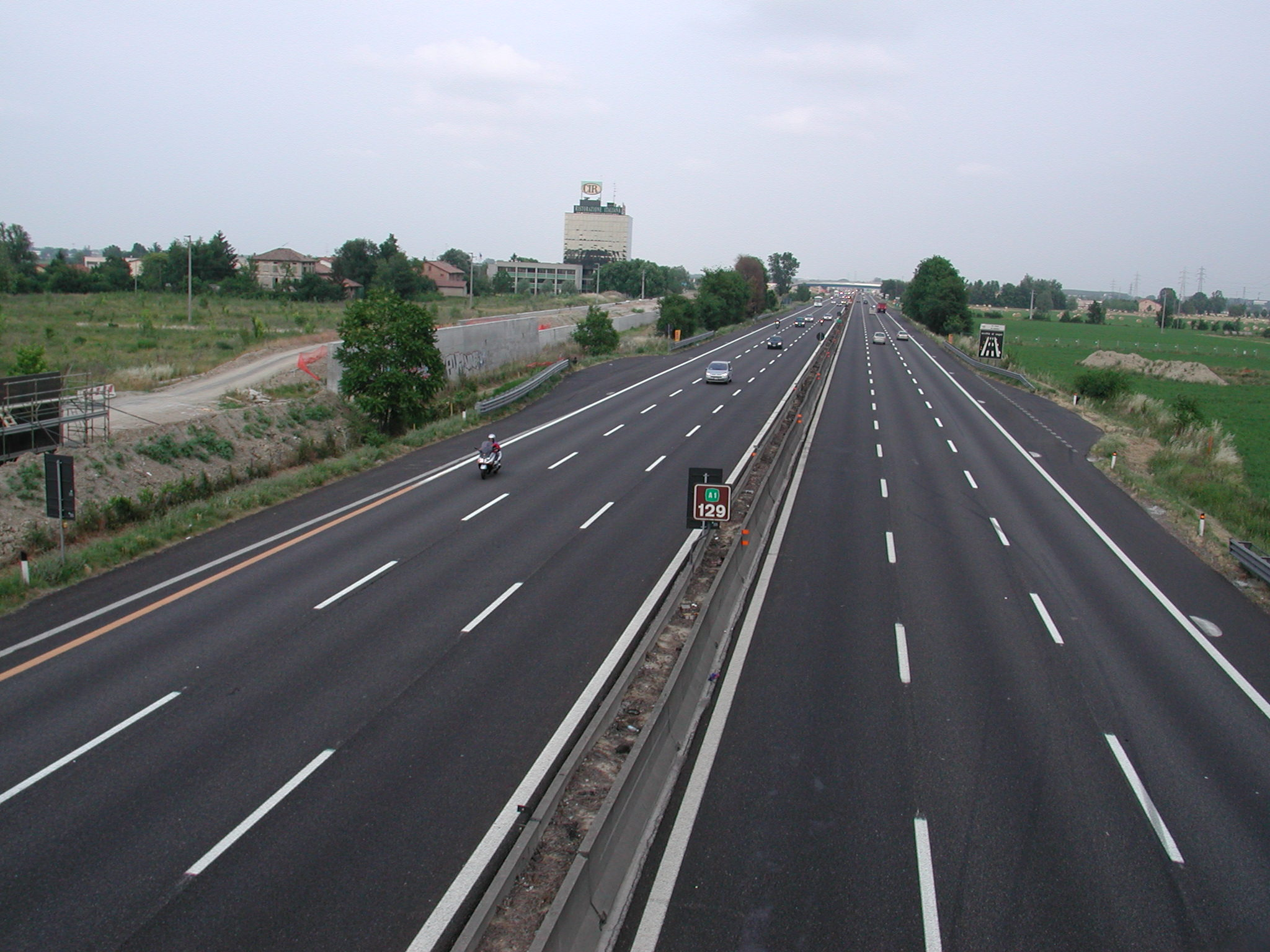
Е45 в Римини